# Prometopus lichnomima
Prometopus lichnomima är en fjärilsart som beskrevs av Turner 1902. Prometopus lichnomima ingår i släktet Prometopus och familjen nattflyn. Inga underarter finns listade i Catalogue of Life.